# Rhinosimus valdivianus
Rhinosimus valdivianus là một loài bọ cánh cứng trong họ Salpingidae. Loài này được Philippi miêu tả khoa học năm 1864.